# Egremont (Massachusetts)
Egremont es un pueblo ubicado en el condado de Berkshire en el estado estadounidense de Massachusetts. En el Censo de 2010 tenía una población de 1.225 habitantes y una densidad poblacional de 25 personas por km².

## Geografía
Egremont se encuentra ubicado en las coordenadas 42°10′25″N 73°26′42″O / 42.17361, -73.44500. Según la Oficina del Censo de los Estados Unidos, Egremont tiene una superficie total de 49 km², de la cual 48.38 km² corresponden a tierra firme y (1.26%) 0.62 km² es agua.

## Demografía
Según el censo de 2010, había 1.225 personas residiendo en Egremont. La densidad de población era de 25 hab./km². De los 1.225 habitantes, Egremont estaba compuesto por el 96.9% blancos, el 0.57% eran afroamericanos, el 0.08% eran amerindios, el 0.57% eran asiáticos, el 0.08% eran isleños del Pacífico, el 0.57% eran de otras razas y el 1.22% pertenecían a dos o más razas. Del total de la población el 2.37% eran hispanos o latinos de cualquier raza.